# Badajoz (provinca)
Badajoz je španska provinca ob meji z Portugalsko. Meji tudi na druge province: Cáceres, Toledo, Ciudad Real, Córdoba, Sevilja in Huelva. 
Zajema površino 21.766 km². Glavno mesto je Badajoz.